# Toyoda Kiichirō

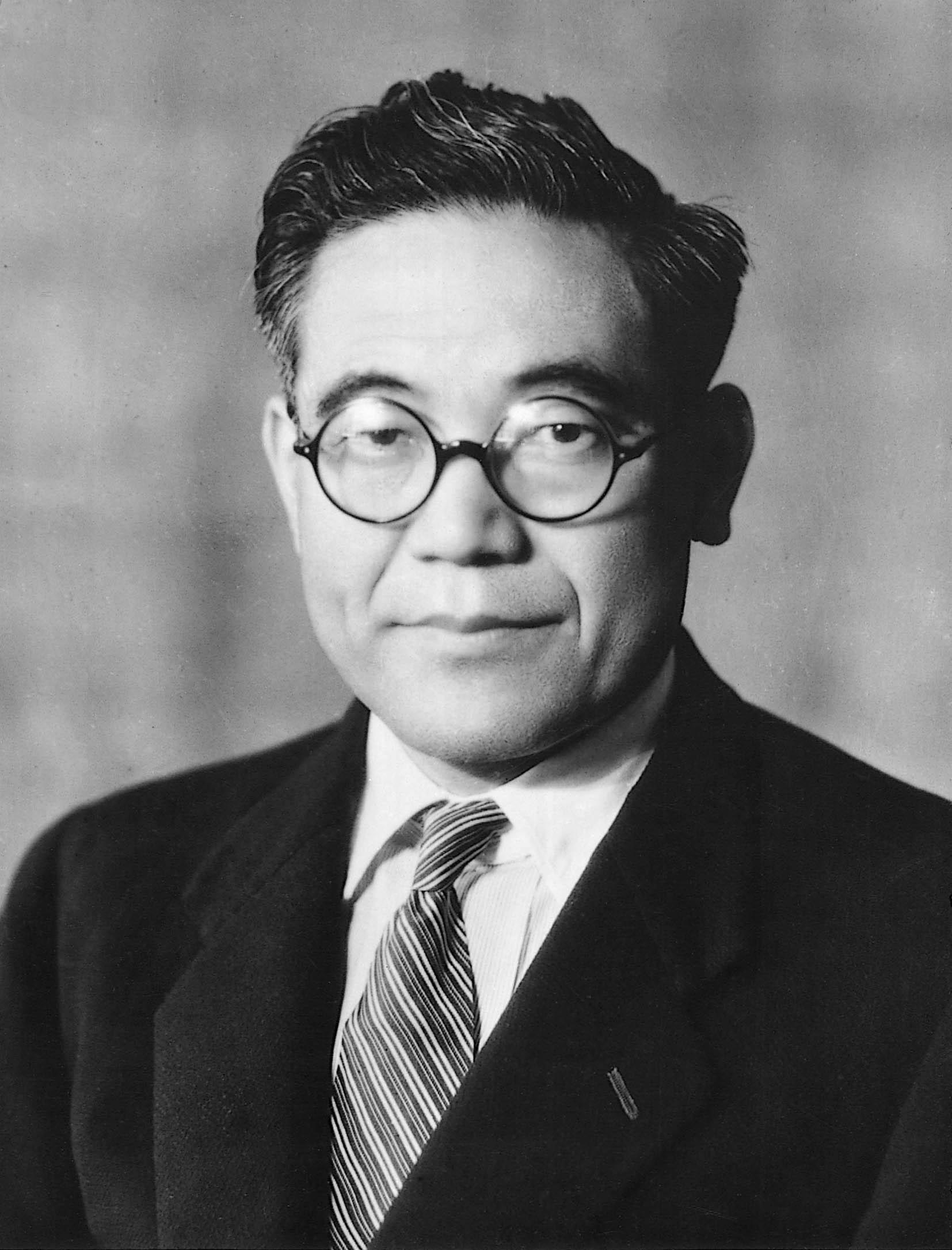
Kiichirō Toyoda

Toyoda Kiichirō (jap. 豊田 喜一郎; * 11. Juni 1894; † 27. März 1952) war ein japanischer Industrieller und der Sohn von Toyoda Sakichi, dem Gründer der Toyoda Loom Works.
Sein Vater veranlasste ihn kurz vor seinem Tod, ein Automobilwerk aufzubauen, was zu jenem Zeitpunkt durchaus als risikoreiches Unternehmen betrachtet werden durfte. Toyoda Kiichirō erschuf die Firma, die später einmal die Toyota Motor Corporation werden sollte.
Wegen Rückgang von Umsatz und Gewinn zog er sich im Jahre 1948 aus der Firma zurück; er starb vier Jahre später. Im Jahre 1957 wurde sein Cousin und Vertrauter Toyoda Eiji der Unternehmensleiter der Toyota Motor Corporation und führte die erfolgreiche weltweite Expansion und den Start von Japans bekannter Nobelmarke Lexus.
Kiichirōs Sohn Shōichirō Toyoda (1925–2023) war von 1992 bis 1999 Chief Executive Officer (jap. daihyō-torishimariyaku-shachō) von Toyota, dessen ältester Sohn Akio Toyoda (* 1956) bekleidet diese Position von 2009 bis 2023.